# Adna anglica
Adna es un género de percebes bellota que crece asociado o semiparasitario sobre corales y octocorales. Su única especie es Adna anglica. Se encuentra en la zona intermareal de las costas del noroeste de Europa y en el mar Mediterráneo.

## Descripción
Adna anglicum tiene una cáscara cónica rosada sobre una base en forma de copa y puede crecer hasta un diámetro de hasta 6 mm (0,24 plg) . En el caparazón hay estrías longitudinales y el opérculo, la tapa de la abertura a través de la cual sobresalen las partes de alimentación del percebe está hundida, de modo que la estructura tiene forma de jarrón. Otro percebe, Verruca stroemia, se encuentra a veces al pie de la copa calcificada del coral, pero M. anglicum parece ser la única especie de percebe adaptada a vivir muy cerca de los tentáculos del coral. 

## Ecología

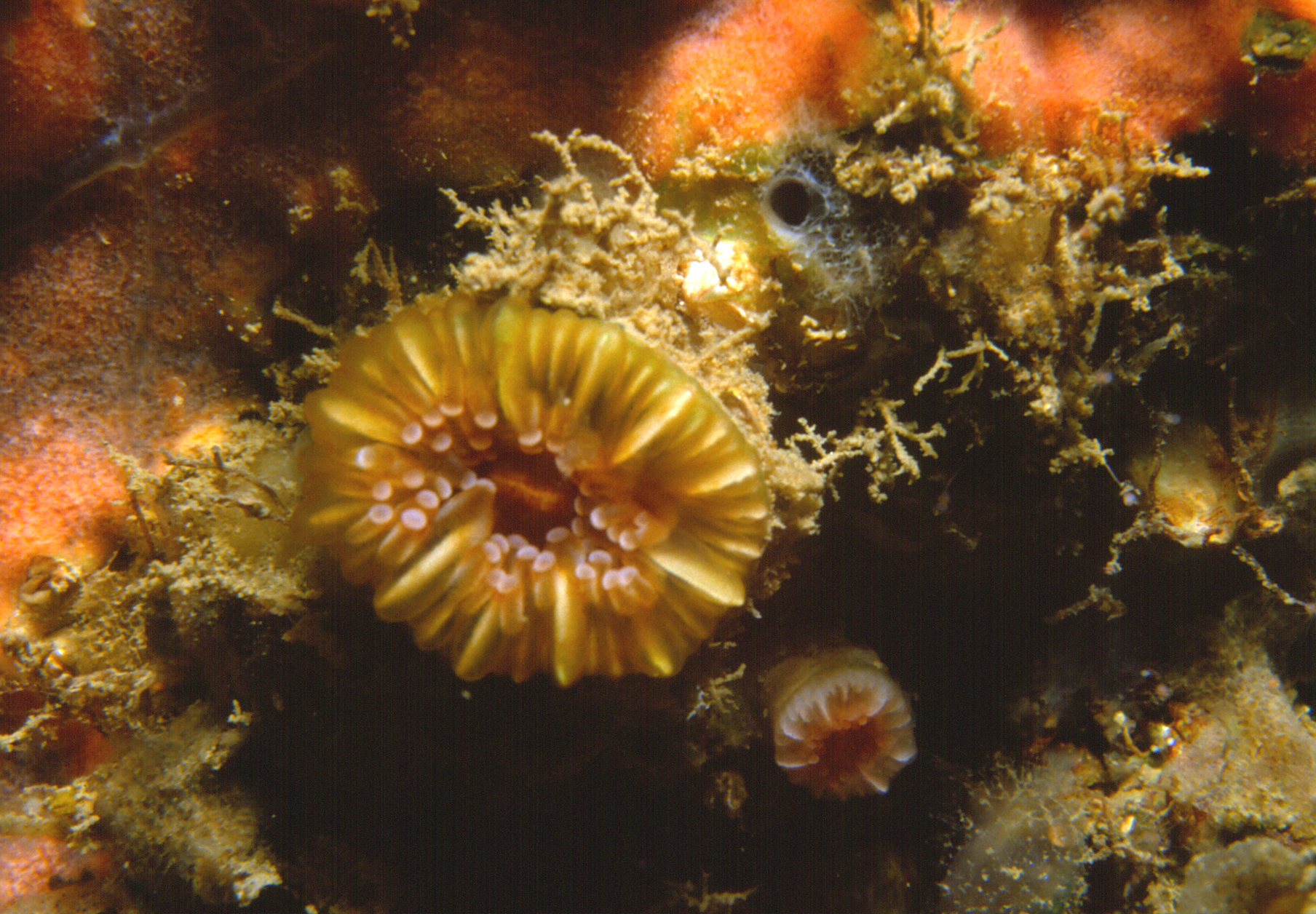
Caryophyllia smithi, la coral copa en el que se encuentra frecuentemente Adna anglicum.

En aguas británicas, donde se encuentra en el límite norte de su área de distribución, Adna anglicum se encuentra asociado con el coral de copa solitario Caryophyllia smithii,  y en el Mediterráneo a menudo se asocia con el coral de copa del atardecer (Leptopsammia pruvoti).  Sin embargo, se ha encontrado creciendo en corales de al menos ocho géneros diferentes. 
Las larvas ciprés del percebe se asientan alrededor de los bordes de las copas pedregosas del coral, donde parecen no verse afectadas por los nematocistos (células urticantes). Quedan firmemente adheridos y, a excepción de su opérculo, el epitelio del coral los cubre. Los percebes se benefician de esta disposición al estar en una posición elevada para una mejor recolección de partículas de alimento y al estar libres de competencia de otros organismos que no pueden resistir las células urticantes del coral. El coral probablemente no obtenga ningún beneficio de esta disposición, por lo que el percebe puede considerarse un semiparásito obligado. También es probable que se beneficie de cierta difusión de nutrientes del cenosarco (tejido vivo) del coral que lo crece demasiado, otra razón para considerarlo parásito. 